# Mamu (socken)
Mamu (kinesiska: 马牧, 马牧乡) är en socken i Kina. Den ligger i provinsen Henan, i den centrala delen av landet, omkring 240 kilometer öster om provinshuvudstaden Zhengzhou. Antalet invånare är 31 993. Befolkningen består av 16 164 kvinnor och 15 829 män. Barn under 15 år utgör 22,0 %, vuxna 15-64 år 64 %, och äldre över 65 år 12,0 %.
Genomsnittlig årsnederbörd är 1 043 millimeter. Den regnigaste månaden är augusti, med i genomsnitt 193 mm nederbörd, och den torraste är januari, med 13 mm nederbörd.